# Costin Georgian (métro de Bucarest)
Costin Georgian (anciennement Muncii) est une station de métro roumaine de la ligne M1 du métro de Bucarest. Elle est située rue Lucrețiu Pătrășcanu dans le quartier Pantelimon, Sector 3 de la ville de Bucarest. 
Elle est mise en service en 1981.
Exploitée par Metrorex elle est desservie par les rames de la ligne M1 qui circulent quotidiennement entre 5 h 0 et 23 h 0 (heure de départ des terminus). Une station du Tramway de Bucarest et des arrêts de trolleybus et de bus sont situés à proximité.

## Situation sur le réseau
Établie en souterrain, la station Costin Georgian dispose d'une plateforme composée d'un quai central encadré par les deux voies de la ligne M1 du métro de Bucarest, elle est située entre les stations Titan, en direction de Dristor 2, et Republica, en direction de Pantelimon.

## Histoire
La station de passage « Muncii » est mise en service le 28 décembre 1981, lors de l'ouverture du tronçon, long de 10,1 kilomètres, de Timpuri Noi à Republica. 
En 1992, elle est renommée « Costin Georgian », du nom d'un ancien directeur de Metrorex. Son nom d'origine était celui d'un boulevard proche renommé depuis.

## Service des voyageurs

### Accueil
La station dispose d'une bouches rue Lucrețiu Pătrășcanu. Des escaliers, ou des ascenseurs pour les personnes à mobilité réduite, permettent de rejoindre la salle des guichets et des automates pour l'achat des titres de transport (un ticket est utilisable pour un voyage sur l'ensemble du réseau métropolitain).

### Desserte
À la station Costin Georgian, la desserte quotidienne débute avec le passage des rames parties des stations terminus des lignes à 5 h 0 et se termine avec le passage des dernières rames ayant pris le départ à 23 h 0 des stations terminus.

### Intermodalité
Le Tramway de Bucarest dispose à proximité  de la station Lucretiu Patrascanu, desservie par les lignes 14, 36, 40, 46 et 56. Il y a également plusieurs arrêts, de Trolleybus (lignes 70 et 79), et d'autobus (lignes 253, 656 et N109).